# 阿内·斯唐厄兰·霍佩斯塔
阿内·斯唐厄兰·霍佩斯塔（挪威語：Ane Stangeland Horpestad，1980年6月2日—），挪威女子足球运动员。她曾代表挪威国家队参加2003年和2007年国际足联女子世界杯，其中2007年世界杯获得殿军。